# Barrio Viel

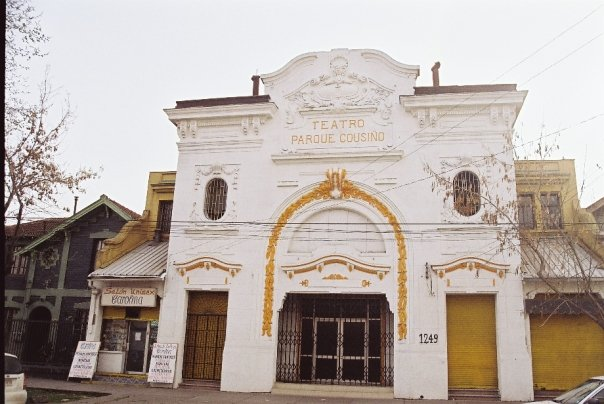
Teatro Parque Cousiño.

Barrio Viel es un área de Santiago de Chile denominada Zona Típica protegida por la Ley de Monumentos Nacionales 17.288, según Decreto N° 207 del 5 de junio de 2009, firmado por la ministra de Educación Mónica Jiménez de la Jara bajo la orden de la presidenta de la República Michelle Bachelet y, publicado en el Diario Oficial de la República de Chile el 7 de julio de 2009.
Este Monumento Nacional está ubicado entre Avenida Manuel Antonio Matta, General Rondizzoni, Av. Viel y la calle San Ignacio en Santiago de Chile. Según el expediente; "representa todas las tipologías de vivienda obrera impulsadas por las políticas habitacionales entre 1930 y 1960".

## Conjuntos destacados en la Zona Patrimonial
Se destacan cuatro conjuntos importantes:
- La Población Elena Barros, que fue construida por la Asociación Benéfica de Habitaciones para Obreros creada en 1938, según sus estatutos para “proporcionar habitación ya sea gratuita o a precio de arrendamiento muy reducido, a personas o familias indigentes”.
- La Población Cifuentes y la Población Cousiño, ambas diseñadas por el reconocido arquitecto Manuel Cifuentes, destinadas a la Caja de Empleados Particulares y a personal del Ejército de Chile, respectivamente. El conjunto tiene tipologías de vivienda de fachada continua y aislada, con variaciones en las fachadas que mantienen la armonía y enriquece el conjunto. Se destaca el Teatro Parque Cousiño.
- El Conjunto Matta-Viel, de diseño racionalista, fue proyectado por la oficina de arquitectos Valdés, Castillo, Huidobro y Bresciani, a mediados de los ‘50.

Si bien el sector protegido no es uniforme (en cuanto a sus tipologías y sin una noción unitaria en cuanto a características constructivas, morfológicas y edad de construcción), conviven armónicamente: es de baja altura y representa, en su totalidad, las distintas tipologías de vivienda impulsadas por las políticas habitacionales de los años 1930 a 1960.

## Antecedentes históricos del Barrio

### Origen benéfico de la Población Elena Barros
A finales del siglo XIX en Chile se produce una importante migración desde las provincias hacia su capital, Santiago. Campesinos empobrecidos, eran atraídos por las oportunidades que representaba la majestuosidad de un Santiago que comenzaba a capitalizar su vocación minera.
Gran parte de esta nueva población, tuvo que ubicarse más allá de los límites de la ciudad, fijados por la llamada primeramente Alameda de los monos, luego llamado Camino de Cintura, hoy Av. Matta.
Surgieron entonces, los barrios pobres, conventillos o poblaciones callampas, sin ninguna infraestructura sanitaria.
Sin embargo, ya para 1906 se registra la primera intervención del Estado Chileno en la solución del grave problema social que asolaba a la periferia de la ciudad. En dicho año, fue promulgada la Ley 1.838 sobre habitaciones obreras. 
En el Barrio Viel, aún es posible reconocer la ocupación de su territorio gracias a esta ley, el Condominio Elena Barros, cuyos accesos se encuentran en San Ignacio y Avda. Viel, al sur de calle Pedro Lagos, es un conjunto de 48 viviendas que posee una sede comunitaria y una plaza central, fue construido por la Fundación Benéfica de Habitaciones para Obreros Elena Barros, en memoria de una distinguida mujer que murió muy joven, aún es administrado por esta fundación.
Con las viviendas para obreros que impulsó el estado a través de la ley, el Parque Cousiño comenzó a jugar un rol fundamental en la configuración de los loteos que se hicieron posteriormente.

### El sello del arquitecto Manuel Cifuentes
El renombrado arquitecto chileno Manuel Cifuentes, hijo del político chileno Abdón Cifuentes, procede a inicios de los años 30, a diseñar dos conjuntos de vivienda. La Población Cousiño, que va desde calle Santiaguillo hasta calle Mac Clure, destinada a trabajadores adscritos a la Caja de Empleados Particulares y Empleados Municipales, con un teatro incluido; y la otra, que posteriormente se llamará Población Manuel Cifuentes, se construyó entre las calles Victoria y calle Pedro Lagos, como destino habitacional de la oficialidad del Ejército de Chile que trabajaba en la antigua fábrica de armamentos FAMAE, los Arsenales de Guerra o la Escuela Militar del Libertador Bernardo O'Higgins (luego Escuela de Suboficiales del Ejército de Chile y hoy Museo Militar). 
Manuel Cifuentes, no solo es importante para los habitantes del Barrio Viel, sino que para la historia de la arquitectura en Chile. Él fue el primer arquitecto que tituló la Pontificia Universidad Católica de Chile cuando esa carrera era impartida por la antigua Facultad de Ingeniería y Matemáticas a finales del siglo XIX y principios del siglo XX; y luego se convirtió en el primer decano de su Facultad de Arquitectura.
Entre sus obras también destacan el edificio del ya extinto El Diario Ilustrado (hoy Intendencia de Santiago, en la esquina de las calles Morandé con Moneda) y la propia Casa Central de la Universidad Católica frente al Cerro Santa Lucía.

### Irrupción de la arquitectura moderna
Para 1960 el sector sufre en forma directa una de las mayores transformaciones de la ciudad de Santiago en las últimas décadas, con la construcción de la Panamericana o Carretera Norte Sur (hoy Autopista Central); sin embargo, también en aquellos años hace presencia en el Barrio Viel, la Oficina de los Arquitectos Carlos Bresciani, Héctor Valdés, Fernando Castillo Velasco y Carlos Huidobro. Cabe destacar que de estos profesionales y artistas 3 de ellos obtuvieron el Premio Nacional de Arquitectura de Chile. Esa oficina diseñó importantes conjuntos habitacionales incorporando ideas como la de los edificios sobre pilotes y separar la circulación vehicular de la peatonal.
Esta oficina de arquitectos, comenzó con obras en Arica, con las poblaciones Estadio y Chinchorro. Posteriormente marcan su impronta en Santiago, con la Universidad Técnica del Estado (hoy USACH), Unidad Vecinal Portales, la Villa Santa Adela, Las Torres de Tajamar, la Remodelación San Borja, y el Barrio Viel, con el conjunto habitacional Matta-Viel ubicado en las esquinas de las avenidas del mismo nombre. El cual cuenta con áreas recreativas para sus residentes entre ellas 2 piscinas

## Declaratoria de Monumento Histórico
La declaratoria de Monumento Histórico en su categoría de Zona Típica fue solicitada por las Junta de Vecinos N.º 11 y N.º 12 de Santiago de Chile, teniendo el principal liderazgo de todo el proceso la reconcida dirigenta vecinal Mireya Pinto Millán, fallecida el 16 de abril de 2012. Presentaron firmas de apoyo de 197 propietarios y arrendatarios, de instituciones del barrio, de Concejales de Santiago, del diputado Felipe Harboe y del Intendente Igor Garafulic, entre otros. El Consejo de Monumentos Nacionales de Chile consultó al Alcalde Pablo Zalaquett, quien también envió una carta de respaldo.
Los límites de la Zona Típica se definen por las calles Viel, Av. Matta, San Ignacio y Rondizzoni.
Entre los valores del barrio se destacó el reconocimiento de la trama urbana simple, de la cuadrícula que se subdivide interiormente para conformar los conjuntos habitacionales destinados a la vivienda obrera. En esta, los conjuntos modernistas se insertan adecuadamente en la trama original.
La declaratoria del Barrio Viel como Monumento Nacional en su categoría de Zona Típica o Pintoresca fue recomendada por el Consejo de Monumentos Nacionales de Chile el 8 de abril de 2009 y ratificada por la ministra de Educación, Mónica Jiménez de la Jara, a través de Decreto del 5 de junio de 2009, por orden de la presidenta de la República, Michelle Bachelet Jeria, y publicado en el Diario Oficial de Chile el 7 de julio de 2009, previa toma de razón de la Contraloría General de la República de Chile. El sector Patrimonial comprende una importante área del territorio del Barrio, pero el Barrio Viel no es solo la Zona Patrimonial, es todo el territorio que comprende Av. Matta por el norte, Ñuble por el sur, Av. Viel por el poniente y Calle San Diego (Santiago de Chile) por el oriente.

## Celebración vecinal
El día 17 de octubre de 2009 se realizó en el Teatro Parque Cousiño (ex- Teatro Humoresque) el acto de celebración de la declaratoria del Barrio Viel como Monumento Nacional en su categoría de Zona Típica o Pintoresca. Esa primera celebración contó con la presencia del Coro y Ballet Folclórico de la USACH y el cantautor Luis Le Bert (Santiago del Nuevo Extremo), además de importantes autoridades.

## Galería de imágenes

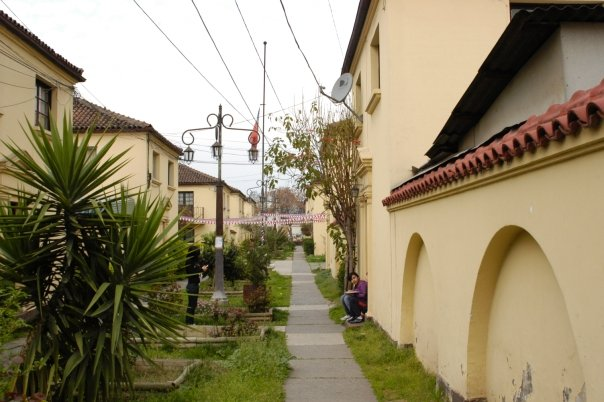
Población Elena Barros
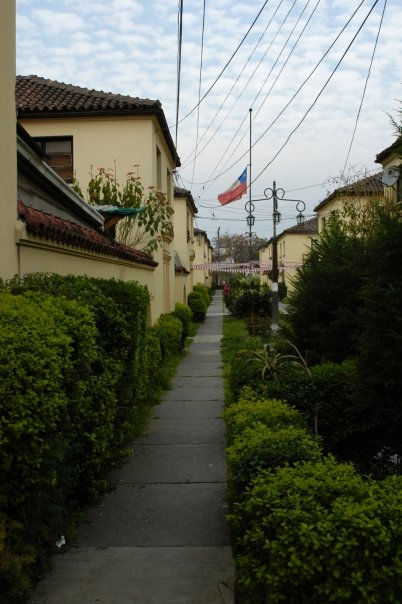
Población Elena Barros.
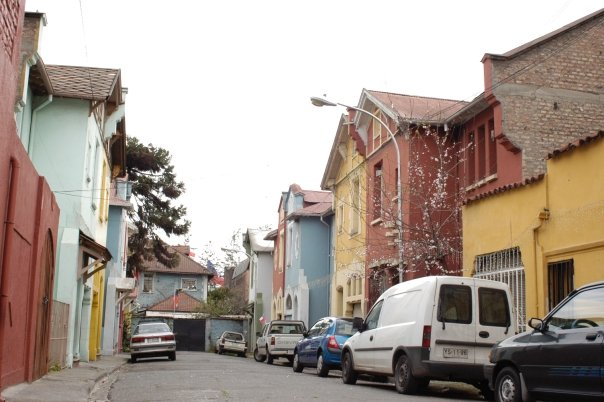
Pasaje Población Cousiño
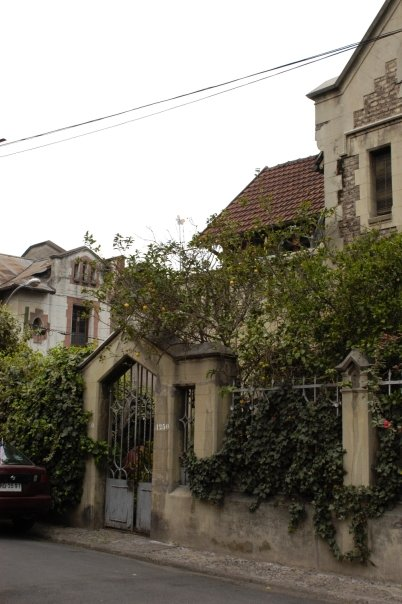
Pasaje Población Cousiño
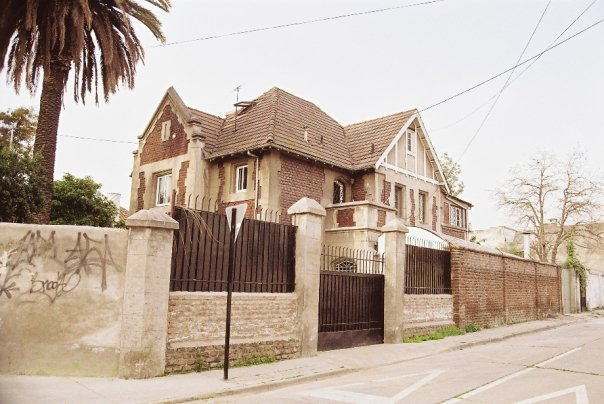
Población Manuel Cifuentes
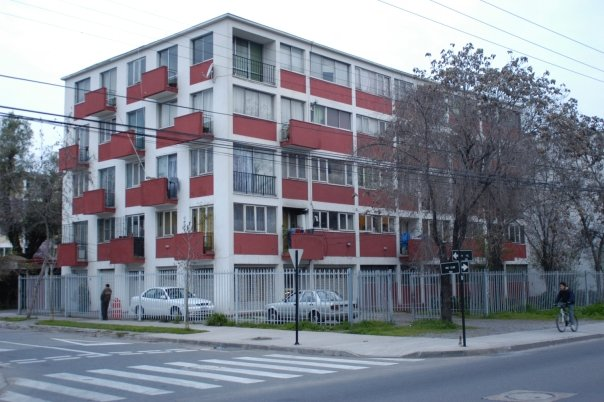
Condominio Viel
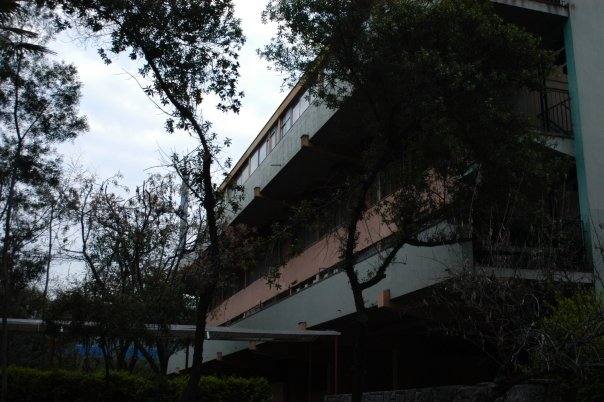
Conjunto Matta Viel
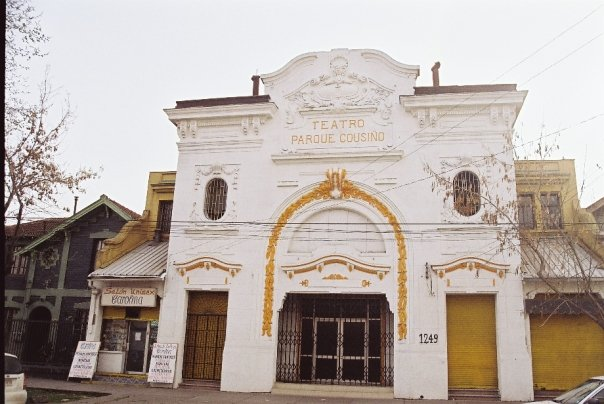
Teatro Parque Cousiño